# Lonchoptera elinorae
Lonchoptera elinorae är en tvåvingeart som beskrevs av Andersson 1971. Lonchoptera elinorae ingår i släktet Lonchoptera och familjen spjutvingeflugor.
Artens utbredningsområde är Myanmar.